# (8842) Bennetmcinnes
(8842) Bennetmcinnes  es un asteroide del cinturón principal perteneciente al cinturón de asteroides, región del Sistema solar que se encuentra entre las órbitas de Marte y Júpiter.
Fue descubierto el 20 de mayo de 1990 por Robert H. McNaught desde el Observatorio de Siding Spring.

## Designación y nombre
Designado provisionalmente como 1990 KF, fue nombrado en honor de Bennet McInnes (n. 1929) quien fue secretario del Real Observatorio de Edimburgo (1973–1987) y de la RGO (1987–1989). Inicialmente involucrado en el seguimiento óptico de satélites, luego dirigió el proyecto de prueba del sitio del Observatorio del Hemisferio Norte. Esto resultó en el establecimiento del Grupo de Telescopios Isaac Newton en La Palma.

## Características orbitales
Bennetmcinnes está situado a una distancia media del Sol de 2,539 ua, pudiendo alejarse hasta 3,097 ua y acercarse hasta 1,981 ua. Su excentricidad es 0,220 y la inclinación orbital 11,235 grados. Emplea 1477,55 días en completar una órbita alrededor del Sol.

## Características físicas
La magnitud absoluta de Bennetmcinnes es 13,49. Tiene un diámetro de 5,394 km y un albedo de 0,197.